# Vilhelm Gørtz
Jens Vilhelm Charles Gørtz (født 21. juni 1852 i Hytten Skovridergård ved Slesvig by, død 6. juni 1939) var en dansk officer og departementschef, far til Ebbe Gørtz.
Hans forældre var kaptajn, kgl. skovrider i Hytten Amt, senere branddirektør i Fredensborg Julius Christian Gørtz (1815-1901, gift 1. gang 1844 med Marie Sophie Elise Müller, 1820-1849) og Henriette Vilhelmine Emilie Møller (1827-1915).
Vilhelm Gørtz fik studentereksamen 1870 fra Schneekloths Skole, tog filosofikum året efter og blev optaget på Hærens Officersskole, hvor han avancerede igennem de forskellige yngre klasser. Han blev 1873 sekondløjtnant, 1875 premierløjtnant i fodfolket, 1876-78 gennemgik han ældste klasse (stabsafdelingen), var 1879-80 adjudant ved 1. Generalkommando, 1880-83 til tjeneste i Krigsministeriet, 1882-83 som adjudant hos krigsminister N.F. Ravn. 1883 blev han kaptajn, 1890 forsat til Generalstaben, 1891-96 som stabschef hos generalinspektøren for fodfolket og blev oberstløjtnant og bataljonschef 1896. 1897-1903 var han chef for Krigsministeriets 1. departement, 1903-05 som oberst i Generalstaben stabschef ved 2. Generalkommando. Efter en kort tid at have haft regiment udnævntes han 1905 til generalmajor, var chef for Generalstaben 1905-09 og fra sidstnævnte år til 1917 generalløjtnant og chef for 1. Generalkommando. Da Sikringsstyrken blev oprettet under 1. verdenskrig var Gørtz fungerende overgeneral for denne fra august 1914 til august 1917. Han afgik 1918 på grund af alder. 
Gørtz fik en alsidig karriere, var medlem af flere kommissioner og udvalg og var på flere rejser i udlandet. 1908-11 var han desuden formand for Det Krigsvidenskabelige Selskabs bestyrelse og 1891-95 chef for Akademisk Skyttekorps. Gørtz blev Ridder af Dannebrog 1893, Dannebrogsmand 1896, Kommandør af 2. grad 1901 og af 1. grad 1907, modtog Storkorset 1910 og Fortjenstmedaljen af guld 1908.
Gørtz blev gift 4. januar 1884 i Fredensborg med Amalie Vilhelmine Benthin (16. maj 1864 på Agnøgaard, Præstø Amt – ), datter af proprietær, senere branddirektør i Fredensborg Vilhelm Nicolaj Julius Benthin (1835-1898, gift 2. gang 1878 med Elisa Gørtz, 1851-1902) og Vilhelmine Andrea Dorothea Holm (1844-1875).
Gørtz er portrætteret på Erik Henningsens maleri af Kongerevuen 1. Juni 1912 (Amalienborg). Der findes portrætfotografier af bl.a. Mary Steen.